# Tilia henryana

Gestielte Blätter

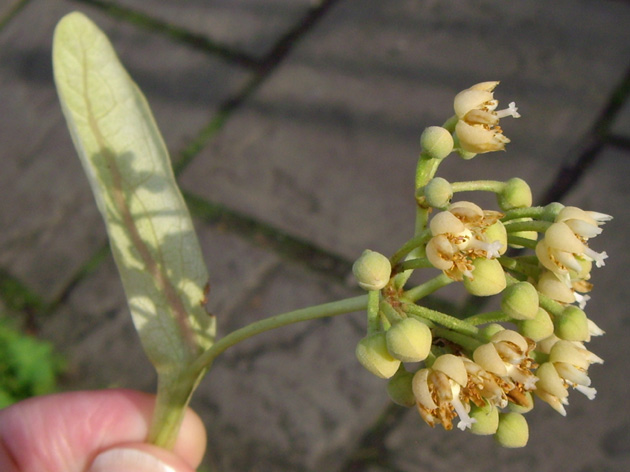
Blütenstand

Tilia henryana ist eine Pflanzenart in der Familie der Malvengewächse (Malvaceae). Ihre Heimat ist Mittelchina (Provinzen: Anhui, Henan, Hubei, Hunan, Jiangsu, Jiangxi, Shaanxi und Zhejiang).  Tilia henryana wird nur selten in Europa angepflanzt und blüht hier spät im August oder September.

## Beschreibung
Tilia henryana ist ein laubabwerfender Baum, der Wuchshöhen von bis 25 m erreicht. Die Borke ist hellgrau. Die Knospen sind gelb behaart oder glatt. Die wechselständigen, gestielten Laubblätter sind einfach. Der gelb behaarte Blattstiel ist 3 bis 5 cm lang. Die runde Blattspreite weist einen Durchmesser von 6 bis 10 cm auf. Die Blattunterseite ist gelb wollig behaart oder es sind nur die Blattadern behaart. Die Blattoberseite ist glatt. Einzigartig unter den Linden sind die häufig asymmetrischen Blätter, die am gesägten Rand bis zu 1 cm lange Grannen tragen (Fortsätze der Nervatur). Es sind Nebenblätter vorhanden.
30 bis 100 Blüten stehen in einem zymösen Blütenstand zusammen, der etwa 10 bis 12 cm groß ist. Das 7 bis 10 cm × 1 bis 1,3 cm große, unterseits gelb behaarte Hochblatt ist auf einer Länge von 3 bis 5 cm mit dem Blütenstandsstängel verwachsen. Die behaarten Blütenstiele sind 7 bis 9 mm lang. Die Blüten sind stark duftend. Die zwittrigen, radiärsymmetrischen Blüten sind fünfzählig. Die schmal eiförmigen Kelchblätter sind 4 bis 5 mm groß und unterseits behaart. Die Kronblätter sind 6 bis 7 mm groß. Die Staubblätter sind 4 bis 5 mm lang. Die Staminodien sind etwas kürzer. Der Fruchtknoten ist behaart und der Griffel ist etwa 4 mm lang.
Die behaarten, fünfkantigen Früchte weisen einen Durchmesser von 7 bis 9 mm auf.
Die Chromosomenzahl beträgt 2n = 164.

## Systematik
Man kann zwei Varietäten unterscheiden:
- Tilia henryana var. henryana
- Tilia henryana var. subglabra V. Engler